# Heinrich Schäfer
Heinrich Schäfer (ur. 10 czerwca 1907 w Essen, zm. 26 marca 1986 tamże) – SS-Unterscharführer, członek załogi hitlerowskiego obozu koncentracyjnego Ravensbrück.
Członek SS od maja 1933, a NSDAP od maja 1937. Do personelu Ravensbrück należał od marca 1942 i brał udział w morderstwach więźniarek w komorach gazowych podobozu Uckermark. W piątym procesie załogi Ravensbrück Schäfer otrzymał od brytyjskiego Trybunału Wojskowego wyrok 2 lat pozbawienia wolności. Za dobre sprawowanie zwolniono go z więzienia 28 października 1949.